# Vallées de la Saye et du Meudon
Vallées de la Saye et du Meudon este o arie protejată (sit de importanță comunitară — SCI) din Franța întinsă pe o suprafață de 1.379 ha, integral pe uscat.

## Localizare
Centrul sitului Vallées de la Saye et du Meudon este situat la coordonatele 45°05′37″N 2°40′32″W / 45.0937°N 2.67559°V.

## Înființare
Situl Vallées de la Saye et du Meudon a fost declarat arie specială de conservare în baza directivei 92/43 din 1992 referitoare la conservarea habitatelor naturale și a faunei și florei sălbatice pentru a proteja 17 specii de animale.

## Biodiversitate
Situată în ecoregiunea atlantică, aria protejată conține 11 habitate naturale: Mlaștini oligotrofe degradate, capabile încă de regenerare naturală, Păduri aluvionare cu Alnus glutinosa și Fraxinus excelsior (Alno-Padion, Alnion incanae, Salicion albae), Pajiști umede atlantice temperate cu Erica ciliaris și Erica tetralix, Păduri de stejar galițio-portugheze cu Quercus robur și Quercus pyrenaica, Fânețe de joasă altitudine (Alopecurus pratensis, Sanguisorba officinalis), Lacuri eutrofice naturale cu vegetație de tip Magnopotamion sau Hydrocharition, Pajiști uscate europene, Păduri acidofile de stejar bătrân cu Quercus robur pe câmpii nisipoase, Pajiști cu Molinia pe soluri calcaroase, turboase sau argilos-nămoloase (Molinion caeruleae), Liziere de ierburi înalte hidrofile de câmpie și de nivel montan până la alpin, Turbării active.
La baza desemnării sitului se află mai multe specii protejate:
- mamifere (2): vidră de râu (Lutra lutra), nurcă (Mustela lutreola)
- nevertebrate (9): croitorul mare al stejarului (Cerambyx cerdo), Coenagrion mercuriale, Coenonympha oedippus, fluturele auriu (Euphydryas aurinia), rădașcă (Lucanus cervus), fluturele purpuriu (Lycaena dispar), Oxygastra curtisii, Rosalia alpina, Vertigo moulinsiana
- pești (5): Cottus perifretum, Lampetra fluviatilis, cicar (Lampetra planeri), Parachondrostoma toxostoma, Petromyzon marinus
- reptile (1): țestoasa de baltă (Emys orbicularis)

Pe lângă speciile protejate, pe teritoriul sitului au mai fost identificate 10 specii de plante, 7 specii de păsări, 3 specii de amfibieni, 3 specii de mamifere, 3 specii de pești, 8 specii de reptile.